# Saut en hauteur féminin aux Jeux olympiques d'été de 1976
Navigation
Munich 1972 Moscou 1980
L'épreuve du saut en hauteur féminin aux Jeux olympiques de 1976 s'est déroulée les 26 et 28 juillet 1976 au Stade olympique de Montréal, au Canada. Elle est remportée par l'Allemande de l'Est Rosemarie Ackermann qui établit un nouveau record olympique avec 1,93 m.

## Résultats

### Finale
| Rang               | Athlète                  | Pays                 | Marque      | 1.70 | 1.75 | 1.78 | 1.81 | 1.84 | 1.87 | 1.89 | 1.91 | 1.93 | 1.97 |
| ------------------ | ------------------------ | -------------------- | ----------- | ---- | ---- | ---- | ---- | ---- | ---- | ---- | ---- | ---- | ---- |
| Médaille d'or      | Rosemarie Ackermann      | Allemagne de l'Est   | 1.93 m (OR) | -    | o    | -    | o    | o    | o    | xo   | o    | xo   | xxx  |
| Médaille d'argent  | Sara Simeoni             | Italie               | 1.91 m      | -    | o    | o    | o    | o    | o    | o    | o    | xxx  |      |
| Médaille de bronze | Yordanka Blagoeva        | Bulgarie             | 1.91 m      | -    | -    | o    | o    | o    | o    | o    | xo   | xxx  |      |
| 4                  | Mária Mračnová           | Tchécoslovaquie      | 1.89 m      | -    | o    | -    | o    | o    | o    | o    | xxx  |      |      |
| 5                  | Joni Huntley             | États-Unis           | 1.89 m      | -    | xo   | o    | xxo  | o    | o    | xo   | xxx  |      |      |
| 6                  | Tatyana Shlyahto         | Union soviétique     | 1.87 m      | o    | o    | o    | o    | o    | o    | xxx  |      |      |      |
| 7                  | Annette Tånnander        | Suède                | 1.87 m      | o    | o    | o    | o    | o    | xo   | xxx  |      |      |      |
| 8                  | Cornelia Popescu-Popa    | Roumanie             | 1.87 m      | -    | -    | o    | o    | o    | xxo  | xxx  |      |      |      |
| 9                  | Andrea Mátay             | Hongrie              | 1.87 m      | -    | o    | o    | o    | o    | xxo  | xxx  |      |      |      |
| 10                 | Julie White              | Canada               | 1.87 m      | o    | xo   | o    | o    | o    | xxo  | xxx  |      |      |      |
| 11                 | Brigitte Holzapfel       | Allemagne de l'Ouest | 1.87 m      | -    | -    | -    | xxo  | o    | xxo  | xxx  |      |      |      |
| 12                 | Galina Filatova          | Union soviétique     | 1.84 m      | -    | o    | xo   | o    | o    | xxx  |      |      |      |      |
| 12                 | Snežana Hrepevnik        | Yougoslavie          | 1.84 m      | -    | o    | o    | xo   | o    | xxx  |      |      |      |      |
| 12                 | Ria Ahlers               | Pays-Bas             | 1.84 m      | -    | o    | o    | xo   | o    | xxx  |      |      |      |      |
| 15                 | Susann Sundkvist         | Finlande             | 1.84 m      | -    | o    | -    | o    | xo   | xxx  |      |      |      |      |
| 15                 | Marie-Christine Debourse | France               | 1.84 m      | -    | o    | -    | o    | xo   | xxx  |      |      |      |      |
| 17                 | Anne-Marie Pira          | Belgique             | 1.84 m      | -    | o    | o    | o    | xo   | xxx  |      |      |      |      |
| 18                 | Paula Girven             | États-Unis           | 1.84 m      | o    | o    | -    | xxo  | xxo  | xxx  |      |      |      |      |
| 19                 | Milada Karbanová         | Tchécoslovaquie      | 1.81 m      | -    | o    | xo   | xxo  | xxx  |      |      |      |      |      |
| 20                 | Louise Hannah-Walker     | Canada               | 1.78 m      | o    | o    | xo   | xxx  |      |      |      |      |      |      |
| 21                 | Audrey Reid              | Jamaïque             | 1.78 m      | o    | xo   | xo   | xxx  |      |      |      |      |      |      |

## Légende
Records et Performances
- AR : Record continental (area record)
- CR : Record des championnats (championship record)
- MR : Record du meeting (meet record)
- NR : Record national (national record)
- OR : Record olympique (olympic record)
- PR : Record paralympique (paralympic record)
- PB : Record personnel (personal best)
- SB : Meilleure performance personnelle de la saison (season's best)
- WL : Meilleure performance mondiale de l'année (world leader)
- WJR : Record du monde junior (world junior record)
- WR : Record du monde (world record)

Circonstances et Conditions
- DNF : N'a pas terminé (did not finish)
- DNS : N'a pas pris le départ (did not start)
- DQ : Disqualification (disqualification)
- NM : Aucun essai valable enregistré (No Mark)
- Q : Qualifié « directement » au prochain tour (ou à la prochaine compétition), lors d'une compétition majeure, grâce au classement ou à la réalisation des minima (automatic qualifier)
- q : Qualifié au prochain tour (ou à la prochaine compétition), lors d'une compétition majeure, grâce au repêchage ou à la réalisation de l'une des meilleures performances parmi celles des « non qualifiés directement » (grâce au meilleur temps ou à la meilleure distance par exemple) (secondary qualifier)